# بيفرلي سميث
بيفرلي سميث (بالإنجليزية: Beverly Smith)‏ هي كاتِبة أمريكية، ولدت في 16 ديسمبر 1946.